# Boompjesslakken
Boompjesslakken (Dendronotidae) zijn een familie van weekdieren uit de klasse van de Gastropoda (slakken).

## Geslacht
- Dendronotus Alder & Hancock, 1845